# 조용무
조용무(趙容武  1942년 ~)는 대한민국의 제41대 대전지방법원장을 역임한 법조인이다.

## 생애
1942년에 태어난 조용무는 대전고등학교와 서울대학교 법학과를 졸업하고 1971년 재13회 사법시험에 합격했다. 사법연수원 교수와 대전지방법원, 서울고등법원 등에서 부장판사를 하다가 제주지방법원, 창원지방법원, 대전지방법원에서 법원장을 역임했다. 대전지방법원장을 끝으로 퇴직하여 2005년 2월 18일에 있었던 퇴임식에서 "고등법원 부장판사 승진제를 완전 폐지해야 한다"고 주장하면서 "문제를 개선하기 위해 법관 단일호봉제가 시행됐지만 고등법원 부장판사 승진제도는 사실상 남아있어 긍지를 갖고 일하는 많은 법관들이 마음의 상처를 입고 있다"고 했다.

## 주요 판결
- 서울형사지방법원 합의8부 재판장으로 재직하던 1975년 11월 27일에 연쇄 살인범 김대두 등에게 사형을 선고했다.
- 대전지방법원 판사로 재직하던 1978년 10월 25일에 연기군 금남면 용포리 나루터에서 금호중학교 학생 15명이 물에 빠져 익사한 참사 사건으로 구속된 사공 민모씨(19세)에게 "불법도선으로 빚은 사고는 처벌받아 마땅하나 피해자들의 과실이 경합됐고 유가족에게 위자료를 전부 지급했으며 미성년자"라는 이유로 도선업 단속법, 업무상 과실치사를 적용해 단기 1년6월, 장기2년의 금고와 벌금 2만원을 선고했다.[2]
- 서울민사지방법원 합의15부 재판장으로 재직하던 1992년 6월 15일에 1990년 5월 시위를 하던 중에 서부경찰서 소속 전경이 던진 돌에 맞아 오른쪽 시력이 0.03으로 급격히 떨어진 명지대생 오모군이 국가를 상대로 손해배상 청구소송에서 "당국의 허가를 받지 않은 불법시위였다면 시위 대학생에게도 과실이 60%가 있다"며 "국가는 원고에게 1300여만원을 지급하라"고 했다.[3]